# وو وي
وو وي (بالصينية: 无为) وتعني حرفيًّا «من دون» أو «من غير». وكانت قد ظهرت في فترة الربيع والخريف لتصبح مصطلحًا هامًا في كل من الطاوية والإدارة السياسية في الصين القديمة.